# Dvara
Dvāra es un vocablo sánscrito masculino que significa ‘puerta’.
El duara se refiere tanto a cualquier puerta como a la de un mandir (templo hindú), en el segundo de los casos señala una separación entre el espacio profano y el espacio sacro.
Ampliando el significado, en los textos Vedás, el término duara señala a cualquier sitio por donde pueden pasar fuerzas benéficas o maléficas, ya sea en el ámbito de los dioses o de los humanos.
En la arquitectura india los duara monumentales (con un aspecto semejante al de los arcos de triunfo aunque con un simbolismo místico) suelen recibir el nombre de torana.